# Trachypogon vestitus
Trachypogon vestitus är en gräsart som beskrevs av Nils Johan Andersson. Trachypogon vestitus ingår i släktet Trachypogon och familjen gräs. Inga underarter finns listade i Catalogue of Life.